# Balin (województwo małopolskie)
Balin – wieś sołecka w Polsce położona w województwie małopolskim, w powiecie chrzanowskim, w gminie Chrzanów.
Przez miejscowość przebiega linia kolejowa nr 133 wraz z przystankiem kolejowym Balin. W 1595 roku wieś położona w powiecie proszowskim województwa krakowskiego była własnością kasztelana wiślickiego Mikołaja Ligęzy. W latach 1975–1998 miejscowość administracyjnie należała do województwa katowickiego.

## Części wsi
| SIMC    | Nazwa         | Rodzaj     |
| ------- | ------------- | ---------- |
| 0213397 | Balin Duży    | część wsi  |
| 0213405 | Balin Mały    | część wsi  |
| 0213434 | Okradziejówka | przysiółek |
| 0213411 | Ratki         | część wsi  |
| 0213428 | Ugory         | część wsi  |

## Historia
Balin był starą osadą szlachecką, której nazwa najprawdopodobniej pochodzi od nazwiska pana Bylyńskiego. Według Liber beneficiorum Długosza w roku 1470 Balin należał do parafii w Kościelcu. Nazwę jego podaje Długosz „Balyna” jest wsią, której właścicielem był Bylyńsky. Wieś ta miała także łany kmiecie z których dziesięciny należą do kościoła w Sławkowie. Balin należał do Sławkowa zanim powstała parafia w Kościelcu. Fakt dziesięcin składanych według Długosza kościołowi w Sławkowie świadczy, że osada Balin sięga swymi początkami czasów wczesno-historycznych. Obok dworu w Balinie własności Balińskiego, istniała według Długosza w Balinie „unim proctum militare” – to jest posiadłość majątek wojskowy. Obok stacji kolejowej są resztki zabudowań dawnego folwarku dworskiego. Zapewne w tych czasach kiedy Śląsk był odrębnym księstwem, granica przechodziła gdzieś niedaleko. I na pasie granicznym stały placówki wojskowe które na wschodzie zwano strażnicami. Wówczas oddziały wojskowe to jazda i dlatego dla utrzymania koni budowano „predium militare”.
Według Długosza (tj. około roku 1470) Kościelec był parafią i do niej należał Balin. Józef Łepkowski w „Przeglądzie zabytków przeszłości z okolic Krakowa” pisze, że około 1860 roku znalazł w kościele w Kościelcu pomnik służący za kamień posadzki, na którym był wyrzeźbiony herb „Ostoja” i napis gotyckimi literami.
Balińscy właściciele byli znacznymi dobroczyńcami kościoła w Kościelcu, skoro stawiano w XVI wieku pomniki. Przynależność do parafii w Kościelcu wsi Balin przez tyle lat, chociaż od kościoła ta wioska jest całkiem odcięta przez miasto Chrzanów, a droga do Kościelca prowadzi koło kościoła w Chrzanowie świadczy, że Kościelec jest wcześniejszą parafią od Chrzanowa. Przez prawie 600 lat Balin należał do parafii w Kościelcu.
Według dekretu wydanego przez Jana z Tenczyna już w 1527 roku Chrzanów wraz z wsią Balin należał do Piotra Ligęzy, właściciela Libiąża.
Odtąd już Balin należał do właścicieli Chrzanowa, zmieniał właścicieli i podupadał i prowadzący przez administrację i dzierżawców. Założono przy dworze balińskim gorzelnię gospodarczą, która dotrwała jako jedyna gorzelnia w tej okolicy do 1929 roku. Przez dłuższy czas u schyłku XIX wieku Balin należał do Lowenfeldów, dziedziców Chrzanowa, a już za czasów niepodległej Polski (1918) przeszedł na własność Buczyńskich. Tadeusz Buczyński w 1930 roku rozparcelował dwór w Balinie, który liczył wówczas około 200 morgów ziemi. Balin jest zamieszkały przez grupę etnograficzną Krakowiaków Zachodnich.
Grunt skalisty jest bogaty w galman (btuszec), zawierający w sobie cynk, cynę, ołów i srebro. Roboty kopalniane sposobem prymitywnym prowadzono tutaj, jeszcze przed napadem Szwedów. Od 1932 roku Balin jest parafią. Za kupione w parcelacji dworu spichlerz dworski, gdzie urządzono kościół. Zakupiono również parcelę pod kościół, plebanię i cmentarz.
W 1931 roku mury dawnej gorzelni dworskiej oddane zostały na cele szkolne przez T. Buszczyńskiego – gminie, a potem Kościołowi. Z cegły tych murów zbudowano tymczasową plebanię i dom parafialny. W 1935 roku rozpoczęto budowę Kościoła, którą ukończono w 1938 roku.

### Projekt portu lotniczego
Według projektów opracowanych w 1977 roku pod kierunkiem Jana Kozuba przez chrzanowski oddział Biura Planowania Przestrzennego w Katowicach, w Balinie miało zostać wybudowane lotnisko, jako port zapasowy dla Katowic (Port lotniczy Katowice-Pyrzowice) i Krakowa (Port lotniczy Kraków-Balice). Samoloty pasażerskie nadlatywałyby od strony Balic, aby nad zalewem Chechło obniżyć lot i kierować się w stronę Balina, gdzie na wysokości Okradziejówki miał się rozpoczynać pas startowy. Linia izofony (określającej obszar hałasu przewyższający 75 decybeli), obejmowała według założeń północną część Chrzanowa, południową część Trzebini, niemal cały Balin, Okradziejówkę oraz część Luszowic. Do roku 1990 nie istniał Międzynarodowy Port lotniczy Katowice-Pyrzowice, a lotnisko to funkcjonowało wyłącznie jako lotnisko wojskowe. Na przełomie lat 70. i 80. XX wieku całkowity pasażerski ruch lotniczy w tym rejonie był obsługiwany wyłącznie przez Port lotniczy Kraków-Balice. Wspominane lotnisko byłoby więc niekoniecznie zapasowym. Przypuszcza się, że planowano je jako pełnowartościowe lotnisko pasażerskie dla województwa katowickiego, mające rozładować ruch pasażerski w porcie lotniczym Kraków-Balice. Tym bardziej, że począwszy od roku 1958 regularnie zanikał ruch lotniczy obsługiwany przez lotnisko Katowice-Muchowiec. Nie są znane przyczyny zarzucenia projektu budowy lotniska w Balinie.

### Projekt nowego miasta
Pod koniec pierwszej dekady XXI w. planowana była wielka inwestycja budowlana na terenie miejscowości, związana z budową od podstaw nowoczesnego miasta z pełną infrastrukturą. Miasto miało mieć szkoły, restauracje, kluby, placówki służby zdrowia. Planowane było wybudowanie trzech enklaw: wielorodzinna, rezydencjalna i produkcyjna. Nowe miasto miało pomieścić kilkadziesiąt tysięcy osób. Inwestorem miała być firma ze Zjednoczonych Emiratów Arabskich.

## Religia
Miejscowość zamieszkują wyznawcy Kościoła rzymskokatolickiego, Kościoła Adwentystów Dnia Siódmego, Kościoła Wolnych Chrześcijan i Świadkowie Jehowy.

### Katolicyzm
- Kościół rzymskokatolicki:
  - Parafia Chrystusa Króla w Balinie, ul. Chrzanowska 11[9]

### Protestantyzm
- Kościół Adwentystów Dnia Siódmego w RP:
  - zbór Kościoła Adwentystów Dnia Siódmego w Balinie, ul. Wąska 36[10]
- Kościół Wolnych Chrześcijan w RP:
  - zbór Kościoła Wolnych Chrześcijan w Balinie, ul. Wyzwolenia 86[11]

## Sport
We wsi działają:
- LKS Orzeł Balin – klub piłkarski[12]
- KS Olimp[13]